# Jenny Hanley
Jenny Hanley, född 15 augusti 1947 i Gerrards Cross, Buckinghamshire, är en brittisk skådespelerska.

## Rollista i urval
- 1969 – I hennes majestäts hemliga tjänst
- 1970 – Draculas märke
- 1970 – "Sherlock Holmes" – privatögat privat
- 1971 – Snobbar som jobbar (TV-serie) (1 avsnitt)
- 1972 – The flesh and blood show
- 1974 – Hem till gården (TV-serie) (3 avsnitt)
- 1975 – Alfie, älskling
- 1976 – The Two Ronnies (TV-serie) (1 avsnitt)
- 1978 – Helgonet återvänder (TV-serie) (1 avsnitt)